# Wyatt Johnston
Wyatt Johnston, född 14 maj 2003, är en kanadensisk professionell ishockeyforward som spelar för Dallas Stars i National Hockey League (NHL). Han har tidigare spelat för Windsor Spitfires i Ontario Hockey League (OHL).
Johnston draftades av Dallas Stars i första rundan i 2021 års draft som 23:e spelare totalt.

## Statistik
| Källa: Utv = Utvisningsminuter Uppdaterad: 2022-10-14 | Källa: Utv = Utvisningsminuter Uppdaterad: 2022-10-14 | Källa: Utv = Utvisningsminuter Uppdaterad: 2022-10-14 |                                           | Grundserie                                | Grundserie                                | Grundserie                                | Grundserie                                | Grundserie                                |                                           | Slutspel                                  | Slutspel                                  | Slutspel                                  | Slutspel                                  | Slutspel                                  |                                           |
| Säsong                                                | Lag                                                   | Liga                                                  | Matcher                                   | Mål                                       | Assists                                   | Poäng                                     | Utv                                       | Matcher                                   | Mål                                       | Assists                                   | Poäng                                     | Utv                                       |                                           |                                           |                                           |
| ----------------------------------------------------- | ----------------------------------------------------- | ----------------------------------------------------- | ----------------------------------------- | ----------------------------------------- | ----------------------------------------- | ----------------------------------------- | ----------------------------------------- | ----------------------------------------- | ----------------------------------------- | ----------------------------------------- | ----------------------------------------- | ----------------------------------------- | ----------------------------------------- | ----------------------------------------- | ----------------------------------------- |
| 2018–2019                                             | Toronto Marlboros                                     | GTHL                                                  | 33                                        | 23                                        | 13                                        | 36                                        | 4                                         | —                                         | —                                         | —                                         | —                                         | —                                         |                                           |                                           |                                           |
|                                                       | Toronto Marlboros                                     |                                                       | 73                                        | 48                                        | 46                                        | 94                                        | 8                                         | —                                         | —                                         | —                                         | —                                         | —                                         |                                           |                                           |                                           |
| 2019–2020                                             | Windsor Spitfires                                     | OHL                                                   | 53                                        | 12                                        | 18                                        | 30                                        | 8                                         | —                                         | —                                         | —                                         | —                                         | —                                         |                                           |                                           |                                           |
| 2020–2021                                             | Windsor Spitfires                                     | OHL                                                   | Spelade ej på grund av covid-19-pandemin. | Spelade ej på grund av covid-19-pandemin. | Spelade ej på grund av covid-19-pandemin. | Spelade ej på grund av covid-19-pandemin. | Spelade ej på grund av covid-19-pandemin. | Spelade ej på grund av covid-19-pandemin. | Spelade ej på grund av covid-19-pandemin. | Spelade ej på grund av covid-19-pandemin. | Spelade ej på grund av covid-19-pandemin. | Spelade ej på grund av covid-19-pandemin. | Spelade ej på grund av covid-19-pandemin. | Spelade ej på grund av covid-19-pandemin. | Spelade ej på grund av covid-19-pandemin. |
| 2021–2022                                             | Windsor Spitfires                                     | OHL                                                   | 68                                        | 46                                        | 78                                        | 124                                       | 26                                        | 25                                        | 14                                        | 27                                        | 41                                        | 12                                        |                                           |                                           |                                           |
| 2022–2023                                             | Dallas Stars                                          | NHL                                                   | 1                                         | 1                                         | 0                                         | 1                                         | 0                                         | —                                         | —                                         | —                                         | —                                         | —                                         |                                           |                                           |                                           |
| NHL totalt                                            | NHL totalt                                            | NHL totalt                                            | 1                                         | 1                                         | 0                                         | 1                                         | 0                                         | —                                         | —                                         | —                                         | —                                         | —                                         |                                           |                                           |                                           |
| OHL totalt                                            | OHL totalt                                            | OHL totalt                                            | 121                                       | 58                                        | 96                                        | 154                                       | 34                                        | 25                                        | 14                                        | 27                                        | 41                                        | 12                                        |                                           |                                           |                                           |

### Internationellt
| Källa: Uppdaterad: 2022-10-14 | Källa: Uppdaterad: 2022-10-14 | Källa: Uppdaterad: 2022-10-14 |         | Utv = Utvisningsminuter | Utv = Utvisningsminuter | Utv = Utvisningsminuter | Utv = Utvisningsminuter | Utv = Utvisningsminuter |
| År                            | Lag                           | Mästerskap                    | Matcher | Mål                     | Assists                 | Poäng                   | Utv                     |                         |
| ----------------------------- | ----------------------------- | ----------------------------- | ------- | ----------------------- | ----------------------- | ----------------------- | ----------------------- | ----------------------- |
| 2021                          | Kanada                        | U18-VM                        | 7       | 2                       | 2                       | 4                       | 4                       |                         |
| Junior totalt                 | Junior totalt                 | Junior totalt                 | 7       | 2                       | 2                       | 4                       | 4                       |                         |